# Російська окупація Миколаївської області
Російська окупація Миколаївської області — це тривала військова окупація, яка почалася 26 лютого 2022 року після того, як російські війська вторглися в Україну, напали на місто Миколаїв і почали захоплювати та окуповувати частини Миколаївської області, дійшовши до Вознесенська. Офіційна назва окупаційної влади – Микола́ївська військо́во-циві́льна адміністра́ція, що була створена приблизно до 13 серпня 2022 року. У вересні 2022 року контрольовані Російською Федерацією частини Миколаївської області адміністративно приєднали до окупованої Херсонської області. Російська Федерація заявила, що анексувала підконтрольні їй території 30 вересня 2022 року.
Адміністративний центр області місто Миколаїв не був захопленим російськими окупаційними військами. Проте місто Снігурівка було захоплене і до 10 листопада залишалося під контролем Російської Федерації. 10 листопада Снігурівку було звільнено від окупації. Кілька інших невеликих населених пунктів також були захоплені російськими військами. До 11 листопада українські війська відновили контроль майже над усією областю, під російською окупацією залишився лише Кінбурнський півострів. Офіційно Російська Федерація все ще претендує на суверенітет над Снігурівкою та околицями, незважаючи на повну втрату контролю над цією українською територією.

## Окупація

### Створення адміністрації
Російські війська окупували місто Снігурівка, яке знаходиться приблизно в 60 км (37,3 милі) від обласного центру Миколаєва. Росія продовжує окупувати навколишні населені пункти біля межі з Херсонською областю, а також кілька населених пунктів у національному парку «Білобережжя Святослава».
Наприкінці квітня російські сили підготували "референдум" щодо приєднання окупованих територій до складу «Республіки Крим», а також призначення губернатора цих територій. Зазначається, що з 1 вересня видають російські паспорти і рублі,в Херсонській і Запорізькій адміністраціях.
27 червня 2022 року Служба безпеки України заявила про затримання колишнього депутата Миколаївської міської ради, який співпрацював з російськими військами в Миколаївській області. Він мав ідею відокремлення Миколаївської області від України та створення підтримуваного Росією сепаратистського анклаву під назвою «Миколаївська народна республіка», він, як повідомляється, злив інформацію про Збройні сили України, сподіваючись отримати керівну посаду в окупаційній адміністрації. Планувалося, що сепаратистський анклав буде існувати до закінчення війни Росії в Україні, потім планується приєднання «МНР» до Росії. Росіяни нібито також пообіцяли колабораціоністові керівну посаду в адміністрації «МНР» як винагороду за роботу, якщо їм вдасться окупувати регіон.
13 серпня численні російські державні інформаційні агентства опублікували, що в Миколаївській області вже існує адміністрація під назвою Снігурівська районна військово-цивільна адміністрація або Миколаївська обласна військово-цивільна адміністрація.
21 вересня було оголошено, що територія навколо Снігурівки, а також півострів Кінбурн, які є частиною Миколаївської області, які на той час перебували під контролем Російської Федерації, будуть включені до російської адміністрації в Херсонській області, поклавши край Миколаївській військовій цивільна адміністрація. Зрештою 30 вересня ці території були анексовані Російською Федерацією.

### Анексія
8 серпня 2022 року заступник голови Херсонської військово-цивільної адміністрації Катерина Губарєва заявила про анексію окупованих територій Миколаївської області. Вона також заявила, що в деяких окупованих містах запрацював російський мобільний зв'язок. За її словами, таке рішення прийнято з метою забезпечення населення соціальними виплатами на "звільнених" територіях, а також для налагодження мобільного зв'язку та телевізійного мовлення.
13 серпня 2022 року ТАСС опублікував статтю про те, що "губернатор" окупованих територій Юрій Барбашов заявив, що в Снігурівці відбудеться "референдум" про приєднання до Російської Федерації. "Референдум" проходитиме як у Херсонській області.
11 вересня, після великого слобожанського контрнаступу, було оголошено, що запропоновані "референдуми" про анексію будуть відкладені «на невизначений термін».
30 вересня Російська Федерація заявила про офіційну анексію Херсонської, Запорізької, Луганської та Донецької областей. Окуповані райони Миколаївської області, включно зі Снігурівкою та Олександрівкою, нібито увійшли до Херсонської області. Згодом Генеральна Асамблея ООН ухвалила резолюцію, в якій закликала країни не визнавати спробу незаконної анексії, і вимагала від Російської Федерації негайно, повністю і беззастережно вийти.

### Деокупація
Після південноукраїнського контрнаступу повідомлялося, що російські війська залишають Снігурівку та евакуюють населення до Криму та окупованої Херсонської області. За цей час українські війська звільнили Тернові Поди та Любомирівку на захід від окупованого Центрального.[відсутнє в джерелі]
9 листопада міністр оборони РФ Сергій Шойгу оголосив про відведення російських військ з правого берега Дніпра. Наступного дня українські війська знову увійшли до міста Снігурівка та підняли український прапор. Кілька інших невеликих населених пунктів залишилися під контролем Російської Федерації. До 11 листопада українські війська відновили контроль майже над усією областю, під російською окупацією залишився лише Кінбурнський півострів.